# Akebono (destroyer, 1930)
Pour les autres navires du même nom, voir Akebono (destroyer).
L'Akebono (曙) était un destroyer de classe Fubuki en service dans la Marine impériale japonaise pendant la Seconde Guerre mondiale.

## Historique
À sa mise en service, il rejoint la 7e division de destroyers de la 2e flotte. Durant la deuxième guerre sino-japonaise, il couvre le débarquement des forces japonaises lors de la bataille de Shanghai et à Hangzhou. À partir de 1940, il patrouille et couvre les débarquements des forces japonaises dans le sud de la Chine tout en participant à l'invasion de l'Indochine française.
Au moment de l'attaque de Pearl Harbor, l'Akebono est affecté à la 7e division de la 1re flotte aérienne. Maintenu en réserve dans les eaux territoriales japonaises en raison d'une hélice endommagé, il ne participera pas à l'attaque. Après des réparations achevées à la mi-janvier 1942, l'Akebono rejoint l'escorte des porte-avions Hiryū et Sōryū lors des frappes aériennes pendant la bataille d'Ambon, puis fait partie de l'escorte des croiseurs Nachi et Haguro lors de l'opération J. Le 1er mars, durant la bataille de la mer de Java, l'Akebono participe au naufrage du croiseur britannique HMS Exeter, du destroyer HMS Encounter, ainsi que du destroyer américain USS Pope. Il retourne à l'arsenal naval de Yokosuka pour les réparations à la fin du mois de mars.
À la fin d'avril, l'Akebono escorte les Myōkō et Haguro à Truk, rejoignant ensuite la force de l'amiral Takeo Takagi lors de la bataille de la mer de Corail. À la fin du mois de mai, il escorta le Zuikaku de Truk à l'arsenal naval de Kure.
Lors de la bataille de Midway au début du mois de juin, le destroyer faisait partie de la force de diversion de l'opération AL qui attaqua Dutch Harbour (en) (Alaska), lors de la campagne des Aléoutiennes. et retourna à Yokosuka début juillet.
Après un retour à Yokosuka début juillet, l'Akebono est réaffecté dans la flotte combinée en escortant le cuirassé Yamato et le porte-avions Taiyō lors de la bataille des Salomon orientales le 24 août. Il restera assigné au Taiyō jusqu'en septembre, puis au porte-avions Unyō d'octobre à février 1943. Jusqu'à la fin de 1943, l'Akebono servira d'escorte pour les Unyō, Taiyō, Ryūhō, Zuihō ou Jun'yō dans diverses missions à travers le Pacifique, à l'exception d'une période en décembre où il fut affecté à plusieurs missions de transport "Tokyo Express" dans les îles Salomon.
Le 1er janvier 1944, il rejoint la 5e flotte. Deux semaines plus tard, il sauve 89 survivants du destroyer torpillé Sazanami en route vers Truk. Après un passage à Yokosuka pour une remise en état le 25 janvier, il est réaffecté à partir du district de garde d'Ōminato pour patrouiller dans les eaux du nord jusqu'en octobre. Mais face au repli japonais dans les Philippines, le destroyer est réaffecté dans la Force de diversion de l'amiral Kiyohide Shima lors de la bataille du détroit de Surigao le 24 octobre. Le jour suivant, l'Akebono sauve environ 700 survivants du croiseur lourd Mogami qu'il saborde ensuite d'une torpille.
Le 13 novembre 1944, les Akebono et Akishimo sont gravement endommagé par un raid américain sur Manille. Les bombes mirent le feu aux deux navires. Le lendemain, une grande explosion se produisit à bord du Akishimo, provoquant leurs naufrages en eaux peu profondes à la position géographique 14° 35′ N, 120° 55′ E. 48 membres d'équipage sont tués et 43 blessés dans cette attaque.
Le destroyer est rayé des listes de la marine le 10 janvier 1945.